# Tiêm bắp

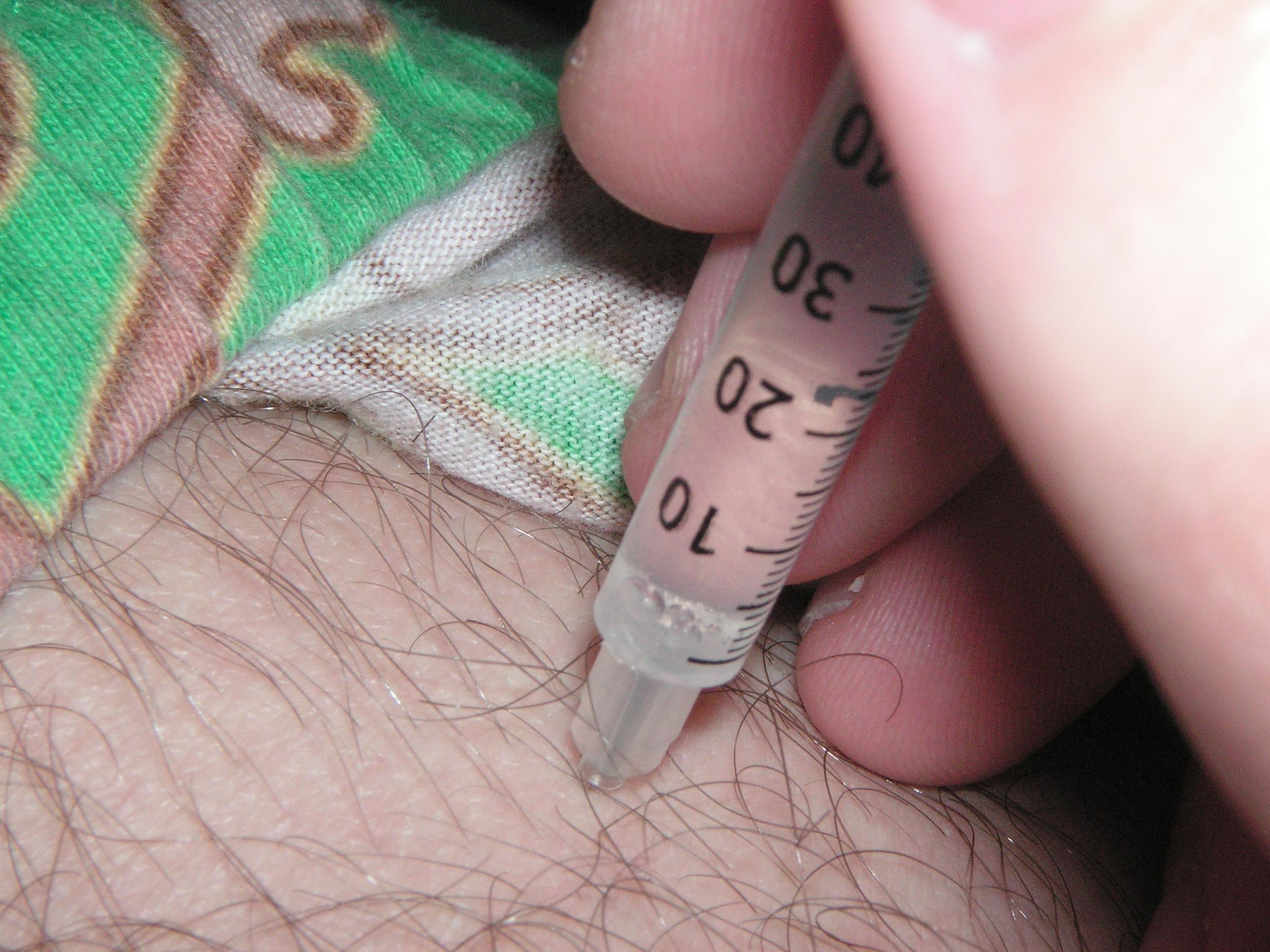
Tiêm bắp ở chân

Tiêm bắp / tiêm bắp thịt, (tiếng Anh:intramuscular injection, thường được viết tắt thành IM), là quá trình tiêm trực tiếp một chất vào cơ bắp. Trong y học, nó là một trong các phương pháp để đưa thuốc vào cơ thể theo đường tiêm (xem lộ trình dùng thuốc). Cơ bắp có các mạch máu lớn hơn và nhiều hơn so với mô dưới da; tiêm bắp thường có tốc độ hấp thu nhanh hơn tiêm dưới da hoặc tiêm trong da. Thể tích tiêm được giới hạn ở mức 2-5 ml, tùy thuộc vào vị trí tiêm.

Nơi thích hợp để tiêm bắp ở cơ mông (vùng màu xanh lá cây)

## Công dụng
Ví dụ về các loại thuốc đôi khi được tiêm bắp là:
- Atropin
- Haloperidol (Haldol)
- Aripiprazole (Abilify)
- Paliperidone (Invega)
- Clorpromazine (Thorazine)
- Lorazepam (Ativan)
- Fulvestrant (Faslodex)
- Codein
- Morphine
- Methotrexate
- Metoclopramide
- Magiê sunfat
- Olanzapine
- Streptomycin
- Diazepam
- Prednisone
- Penicillin
- Interferon beta-1a
- Các hormone giới tính, chẳng hạn như testosterone, estradiol valerate và medroxyprogesterone acetate (như Depo Provera)
- Dimercaprol
- Ketamine
- Leuprorelin
- Naloxone
- Quinine, ở dạng gluconate
- Vitamin B12, như cyanocobalamin, hydroxocobalamin hoặc methylcobalamin
- Risperidone

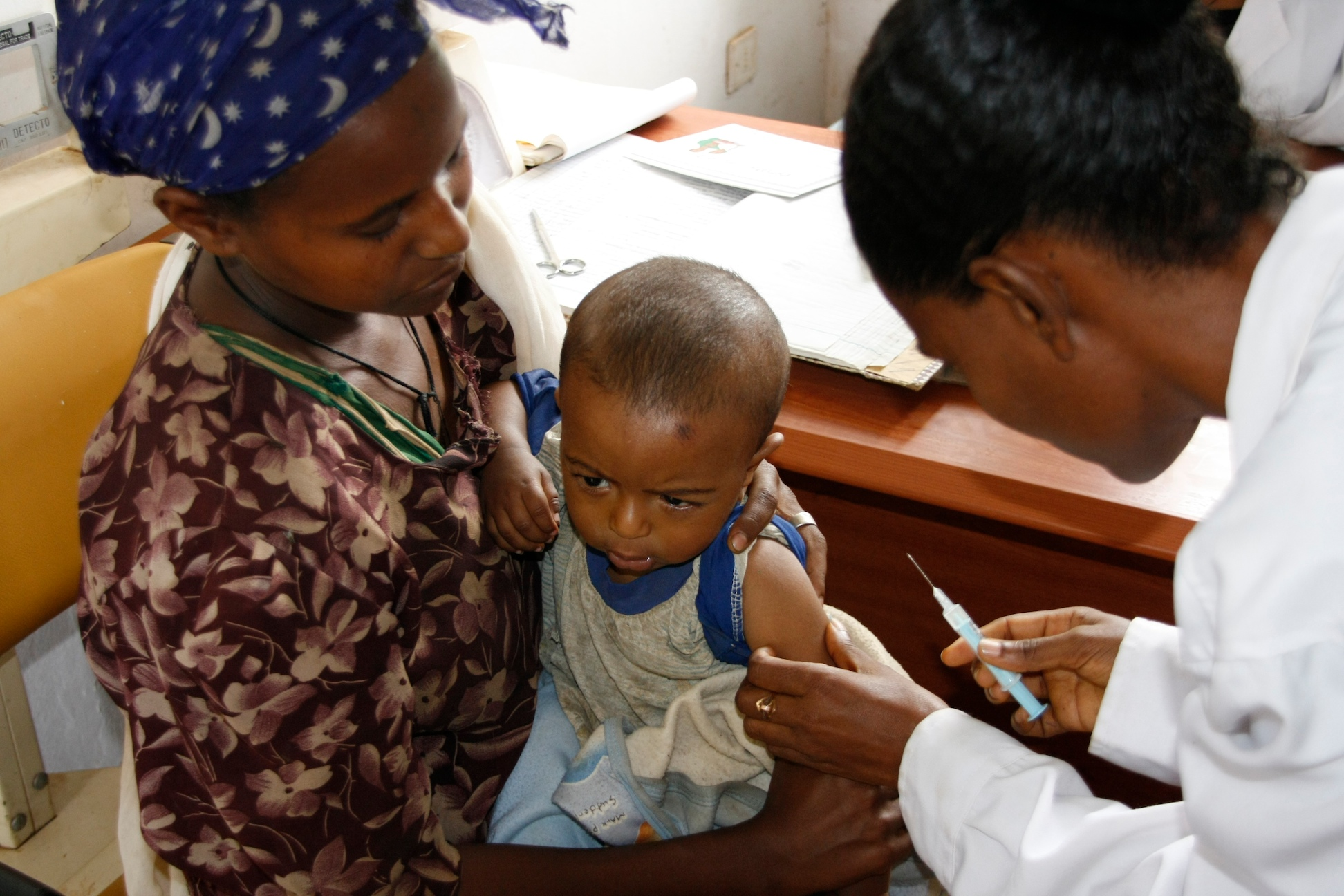
Vắc xin thường được đưa vào cơ thể dưới dạng tiêm bắp thịt.

Ngoài ra, một số vắc-xin cũng được tiêm bắp:
- Gardasil
- Vắc xin viêm gan A
- Vắc-xin bệnh dại
- Vắc-xin cúm dựa trên vi-rút bất hoạt thường được tiêm bắp (mặc dù có nghiên cứu tích cực đang được tiến hành theo con đường sử dụng thuốc tốt nhất).

Huyết tương giàu tiểu cầu có thể được tiêm bắp.
Một số chất gây nghiện (ví dụ ketamine) được tiêm bắp cho mục đích giải trí.